# Joseph Alleine
Joseph Alleine (Devizes, Wiltshire, batizado em 8 de abril de 1634 — Sardenha, 17 de novembro de 1668) foi um clérigo puritano não conformista inglês e autor de muitos trabalhos religiosos.

## Biografia
Alleine pertenceu a uma família que originalmente estabeleceu-se em Suffolk. Já em 1430, alguns dos descendentes de Alan, Lorde de Buckenhall instalaram-se nas vizinhanças de Calne e Devizes, em Wiltshire. Estes foram os ancestrais imediatos do "digno Sr. Tobie Alleine de Devizes", pai de Joseph, que era o quarto filho de uma grande família, nascido em Devizes no início de 1634. Seu irmão mais velho Edward, que foi um clérigo, morreu em 1634; e Joseph pediu a seu pai se ele poderia ser educado a fim de suceder seu irmão no ministério.
Em abril de 1649, Alleine ingressou no Lincoln College, Oxford, e em 3 de novembro de 1651, tornou-se aluno no Corpus Christi College. Em 6 de julho de 1653, graduou-se Bachelor of Divinity, e tornou-se tutor e capelão do Corpus Christi, preferindo isso a uma bolsa de estudos. Em 1655, George Newton da igreja de Santa Maria Madalena, em Taunton, procurou-o para ser seu assistente, e Alleine aceitou o convite. Quase coincidentemente com a sua ordenação como pastor associado ocorreu o seu casamento com Theodosia Alleine, filha de Richard Alleine.
Ele ainda encontrou tempo para continuar seus estudos, uma parte do qual foi seu Theologia Philosophica (um manuscrito perdido), uma tentativa de harmonizar a revelação e a natureza, que era admirado por Richard Baxter. Alleine associou-se aos fundadores da Royal Society. Esses estudos científicos, no entanto, ficaram subordinados a seu trabalho religioso.
Após o Ato da Uniformidade de 1662, Alleine estava entre os ministros excluídos. Juntamente com John Westley, também expulso, viajou praticando a pregação. Devido a isso foi colocado na prisão, acusado nas sessões, intimidado e multado. Suas Letters from Prison são anteriores à Cardiphonia de John Newton. Alleine foi libertado em 26 de maio de 1664; e apesar do Ato Five Mile de 1665, retomou suas pregações. Foi novamente preso.
Morte
Desgastado pela constante perseguição, Alleine faleceu em 17 de novembro de 1668; e os enlutados, relembrando as palavras de seu ministro amado enquanto ainda estava entre eles: "Se eu morrer a cinquenta milhas de distância, deixe-me ser enterrado em Taunton", encontraram um túmulo para ele na igreja de Santa Maria. Nenhum nome puritano não conformista é tão carinhosamente acalentado como é o de Joseph Alleine. Seu principal trabalho literário foi An Alarm to the Unconverted (1672), também conhecido como The Sure Guide to Heaven, que teve uma enorme circulação. Seu Remains foi publicado em 1674.

## Obras
O Alarme de Joseph Alleine passou por inúmeras edições e resumos ao longo dos séculos XVII e XVIII; versões apareceram em galês e alemão, e foi publicado na Escócia e América do Norte. Foi também um importante texto para John Wesley, resumido e impresso por ele, e vendido através de catálogos metodistas e livreiros. Algumas das edições mais importantes estão listadas abaixo, juntamente com outros trabalhos de Alleine publicados (a maioria póstuma).
- A Call to Archippus, [Londres: s.n.], 1664
- An Alarme to Unconverted Sinners, Londres, 1672
- Divers Practical Cases of conscience, Satisfactorily Resolved, Londres, 1672
- A Most Familiar Explanation of the Assemblies Shorter Catechism, Londres, 1672
- Mr. Joseph Alleines Directions, for Covenanting vvith God, Londres, 1674
- Remaines, Londres, 1674
- The True Way to Happiness, Londres, 1675
- A Sure Guide to Heaven: ou An Earnest Invitation to Sinners to Turn to God, Londres, 1688
- Hyfforddwr Cyfarwydd I'r Nefoedd, Londres, 1693
- Christian Letters Full of Spiritual Instructions, Londres, [1700?]
- Mr. Joseph Alleine's Rules for Self-Examination, Boston, [174-?]
- The Saint's Pocket-Book, Glasgow, 1742
- The Works of the Truly Pious and Learned Mr Joseph Allan, Edimburgo, 1752
- Useful Questions, Whereby a Person may Examine himself Every Day, Filadélfia, 1753
- The Shorter Catechism Agreed Upon by the Reverend Assembly of Divines at Westminster. To Which is Added, Some Serious Questions very Proper for True Christians to Ask Themselves Every Day, by the Late Reverend Mr.Joseph Allaine. Also a Cradle Hymn, by the Reverend Dr. Isaac Watts, New-Londres, 1754
- The Voice of God in His Promises, Londres, 1766
- The Believer's Triumph in God's Promises, Londres, 1767
- A Remedy of God's Own Providing for a Sinner's Guilty Conscience, [Londres?, 1770?]
- An Admonition to Unconverted Sinners, (Londres, 1771)
- Earail Shurachdach Do Pheacaich Neo-Iompaichte, Dunedin, 1781
- An Abridgement of Alleine's Alarm to Unconverted Sinners, Londres, 1783
- Joseph Alleins Grundlegung zum thatigen Christenthum, Lancaster, 1797
- An Earnest Invitation to the Reader to Turn to God, Grantham, 1799

Livros por Joseph Alleine ainda impressos incluem:
- A Sure Guide To Heaven, ISBN 0851510817, ISBN 978-0851510811
- An Alarm to the Unconverted, ISBN 187844221X, ISBN 978-1878442215